# Tanjung Mudo (Sitinjau Laut)
Tanjung Mudo is een bestuurslaag in het regentschap Kerinci van de provincie Jambi, Indonesië. Tanjung Mudo telt 733 inwoners (volkstelling 2010).